# سینمای تجارتی سیاهان
سینمای تجارتی سیاهان (انگلیسی: Blaxploitation) به آن دسته از فیلم‌های تولید شده در دهه هفتاد میلادی گفته می‌شود که برای جلب تماشاگران سیاه‌پوست در نظر گرفته شده‌بودند. تکیه این فیلم‌ها روی بازیگران محبوب سیاه‌پوست در قالب داستان‌هایی به شدت احساساتی بود. داستان‌های جنایی و شخصیت‌های ابرقهرمان از عناصر اصلی و رایج این فیلم‌ها به‌شمار می‌آمد.